# Hydroglyphus bilardoi
Hydroglyphus bilardoi är en skalbaggsart som beskrevs av Olof Biström 1986. Hydroglyphus bilardoi ingår i släktet Hydroglyphus och familjen dykare. Inga underarter finns listade i Catalogue of Life.